# Felix Klaus
Felix Klaus (* 13. September 1992 in Osnabrück) ist ein deutscher Fußballspieler, der bei SpVgg Greuther Fürth unter Vertrag steht.

## Karriere

### Vereine
Der Sohn des ehemaligen Bundesligaspielers Fred Klaus begann als Fünfjähriger beim westfälischen SV Bösensell mit dem Fußballspielen, als sein Vater bei Preußen Münster unter Vertrag stand. Mit Rückkehr der Familie in die fränkische Heimat nach dem Karriereende des Vaters spielte Felix bis zur D-Jugend beim SC Weismain bzw. dessen Nachfolgeverein SCW Obermain und in der Jugendfördergemeinschaft JFG Kunstadt-Obermain. Nach einem Zwischenjahr beim 1. FC Lichtenfels wurde er in die C-Jugend der SpVgg Greuther Fürth aufgenommen.
2009 absolvierte der Fürther Nachwuchsspieler seine ersten Spiele in der U-19-Bundesliga Süd/Südwest und in der Reservemannschaft. Sein Debüt für die erste Mannschaft absolvierte Klaus in der Folgesaison am 6. November 2010 im Auswärtsspiel gegen den MSV Duisburg, als er in der 88. Minute für Kim Falkenberg ins Spiel kam. Sein erstes Bundesligator erzielte er am 23. Januar 2011 (19. Spieltag) im Spiel gegen den 1. FC Union Berlin mit dem Treffer zum 1:0-Sieg. In der 76. Minute, 16 Minuten nach seiner Einwechslung für Leonhard Haas, traf er mit einem Rechtsschuss. Ab dem 20. Spieltag stand der damals 18-Jährige in allen verbleibenden Saisonspielen als Rechtsaußen in der Startaufstellung. Nach der Saison wurde er bei einer Fanabstimmung zum „Spieler des Jahres“ gewählt. Am 5. Spieltag der Saison 2011/12 im Spiel gegen den FC Ingolstadt 04 erzielte er nur 16 Sekunden nach seiner Einwechslung das Tor zum 3:0-Endstand. Mit dem Treffer zum 1:0 in der 67. Minute beim 1:0-Sieg am 31. August 2012 (2. Spieltag) im Auswärtsspiel gegen den 1. FSV Mainz 05 markierte er seinen ersten Treffer und zugleich das erste Tor für den Verein in der Bundesliga.

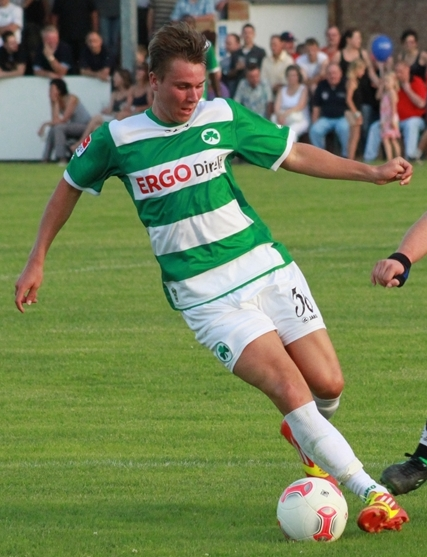
Klaus als Spieler von Greuther Fürth (2012)

Nach dem direkten Abstieg der Fürther in die 2. Bundesliga wechselte Klaus zur Saison 2013/14 zum SC Freiburg. Nachdem er den Saisonstart aufgrund eines Muskelfaserrisses verpasst hatte, sammelte er zunächst in der zweiten Mannschaft Spielpraxis. Am 3. Oktober 2014 kam er im zweiten Gruppenspiel der Europa League bei der 0:2-Niederlage gegen den FC Sevilla zu seinem Pflichtspieldebüt für die Breisgauer. Drei Tage später gab er auch in der Bundesliga seinen Einstand.
Nach dem Abstieg des SC Freiburg in die 2. Bundesliga wechselte Klaus zur Saison 2015/16 zu Hannover 96. Dort stieg er mit seinem dritten Erstligaclub zum dritten Mal ab.
Nach drei Spielzeiten für Hannover unterschrieb Klaus im Juni 2018 einen Vertrag beim Ligakonkurrenten VfL Wolfsburg.
Mitte Januar 2021 wurde er bis Saisonende an Fortuna Düsseldorf ausgeliehen. Bereits zweieinhalb Wochen später trat seiner dritten Nominierung in den Spieltagskader eine Kaufoption in Kraft und der 28-Jährige erhielt einen Vertrag bis zum 30. Juni 2023. Der alte Vertrag, der im Jahr 2023 ausgelaufen wäre, würde im Sommer 2023 verlängert. Über die Laufzeit des neuen Vertrages wurden keine Angaben gemacht.

### Rückkehr zu Greuther Fürth
Im Januar 2025 wechselte Klaus innerhalb der 2. Bundesliga zur SpVgg Greuther Fürth.

### Nationalmannschaft
Für die DFB-Auswahl bestritt er sein erstes von sechs Länderspielen für die U-17-Auswahlmannschaft am 16. Oktober 2008 in Fulda bei der 1:2-Niederlage gegen die tschechische Auswahl, als er für Kevin Volland in der 70. Minute eingewechselt wurde. Tags darauf erzielte er in Hanau mit dem Treffer zum 5:0-Endstand in der 77. Minute gegen die russische U17 auch sein erstes von zwei Länderspieltoren.
Für die U18-Auswahlmannschaft bestritt er sein erstes von sechs Spielen am 12. April 2010 in al-Ain im Rahmen eines Internationalen Turniers beim 1:0-Sieg über die ägyptische U19-Auswahlmannschaft. Für die U-19-Auswahlmannschaft kam er erstmals am 17. November 2010 in Dresden beim 1:1 gegen die tschechische Auswahl zum Einsatz.
Der Nationaltrainer der deutschen U21, Horst Hrubesch, nominierte Klaus erstmals für zwei EM-Qualifikationsspiele im September 2014. Sein Debüt in der U21-Nationalmannschaft gab er am 9. September 2014 beim 8:0-Sieg in Magdeburg gegen die rumänische U21, als er in der 67. Minute für Yunus Malli eingewechselt wurde.